# Athyreus championi
Athyreus championi är en skalbaggsart som beskrevs av Bates 1887. Athyreus championi ingår i släktet Athyreus och familjen Bolboceratidae. Inga underarter finns listade.